# Leucoma parallela
Leucoma parallela är en fjärilsart som beskrevs av Collenette 1934. Leucoma parallela ingår i släktet Leucoma och familjen tofsspinnare. Inga underarter finns listade i Catalogue of Life.